# Hippolyte Moreau
Hippolyte Moreau (Digione, 1832 – Neuilly-sur-Seine, 1927) è stato uno scultore francese.

## Biografia

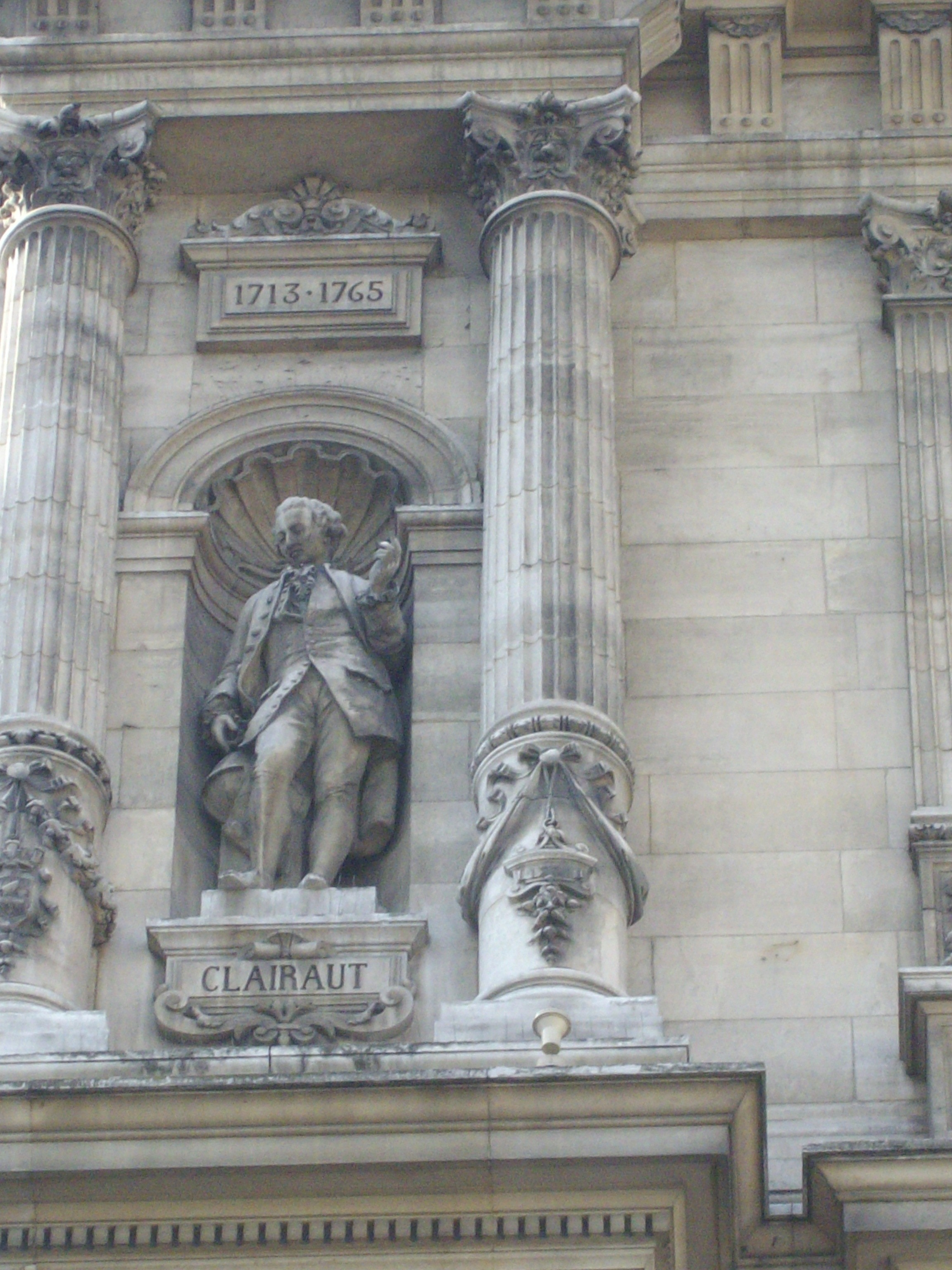
Statua di Alexis Claude Clairaut (1880) nella facciata dell'Hôtel de Ville

François, detto Hippolyte, è il secondo figlio dello scultore Jean-Baptiste Moreau e il fratello di Mathurin e Auguste, anch'essi scultori.
I tre fratelli si formarono nell'atelier del padre, poi si trasferirono a Parigi per studiare sotto François Jouffroy, uno scultore anch'egli di Digione, che nel 1863 cominciò a insegnare all'École des beaux-arts. Suo cugino era il pittore Paul Chocarne-Moreau.
Dal 1863 al 1914, Hippolyte espose al Salon des artistes français. Ottenne una medaglia all'Expo di Parigi del 1878 e un'altra all'Expo del 1900.
Moreau produsse soprattutto opere di taglia media o piccola (fra cui spesso figure femminili o infantili ispirate al XVIII secolo e ricche di significato simbolico o allegorico) o oggetti decorativi o d'uso corrente come: vasi, statuette, tagliacarte, svuota-tasche in bronzo, metallo antifrizione ("régule") o stagno.
Molte sue opere sono conservate al musée des beaux-arts de Dijon.

Opere d'Hippolyte Moreau
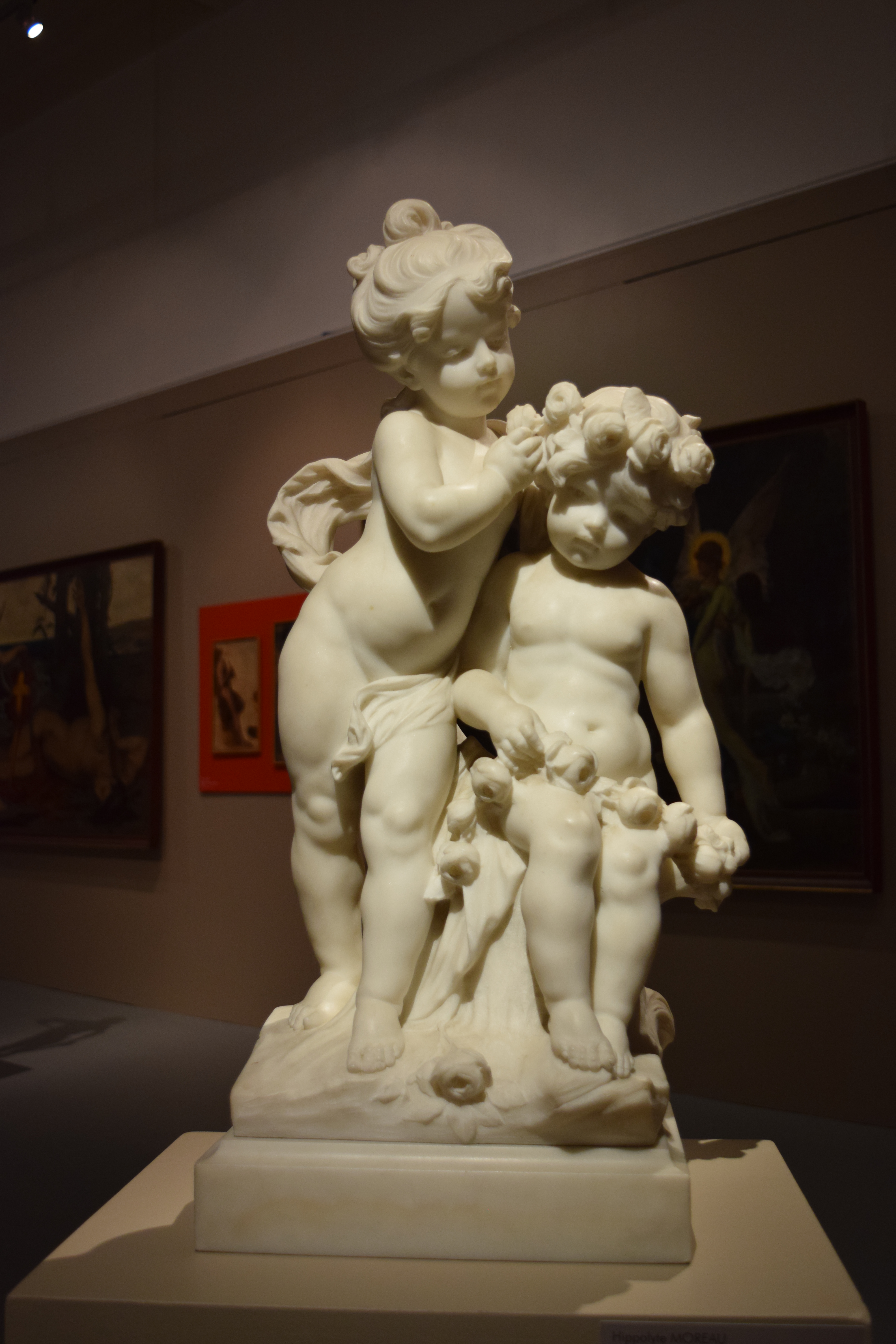
Groupe d'enfants, musée des beaux-arts de Troyes.
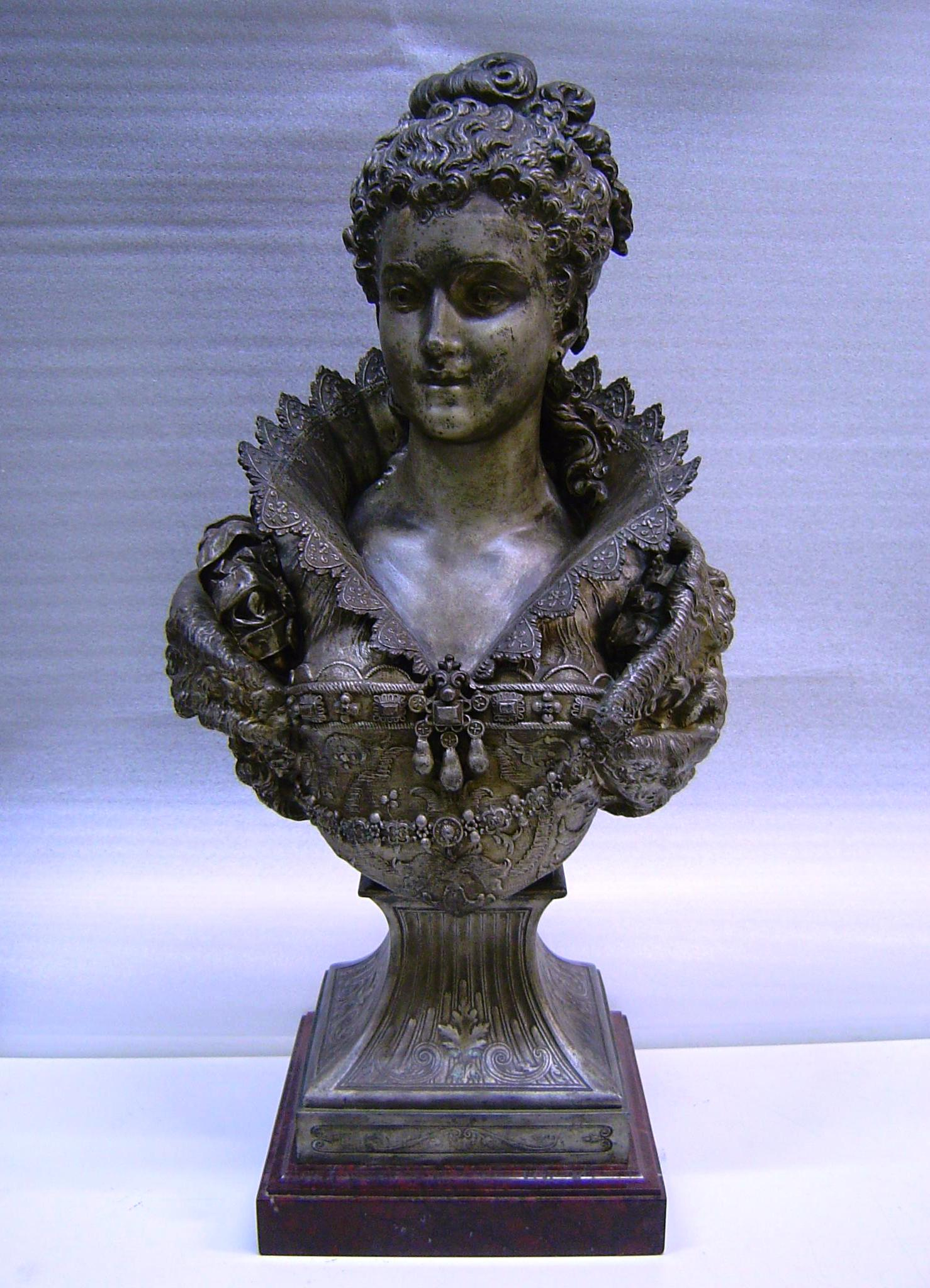
Busto di donna, Vilanova i la Geltrú, bibliothèque-musée Víctor Balaguer.